# Строката сойка
Строката сойка (Calocitta) — рід горобцеподібних птахів родини воронових (Corvidae). Представники роду поширені у Центральній Америці (на півдні Мексики та у Коста-Риці).

## Види
- Calocitta colliei — сойка чорногорла
- Calocitta formosa — сойка білогорла